# Aotus passerinoides
Aotus passerinoides är en ärtväxtart som beskrevs av Meissner. Aotus passerinoides ingår i släktet Aotus och familjen ärtväxter. Inga underarter finns listade i Catalogue of Life.